# Manica (Waffe)

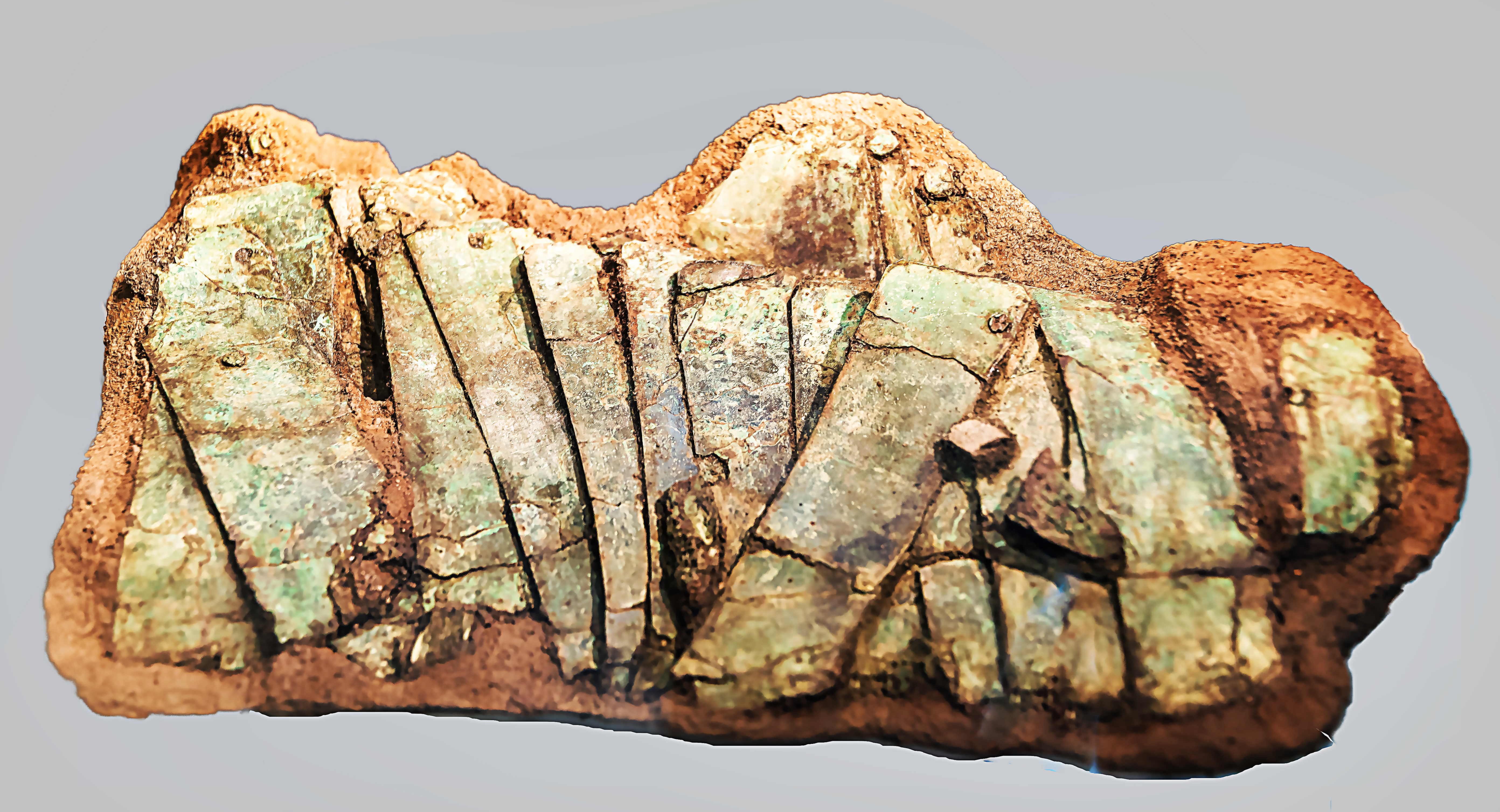
Manica, geborgenes Fragment eines Schienenarmschutzes aus dem Kastell Till-Steincheshof

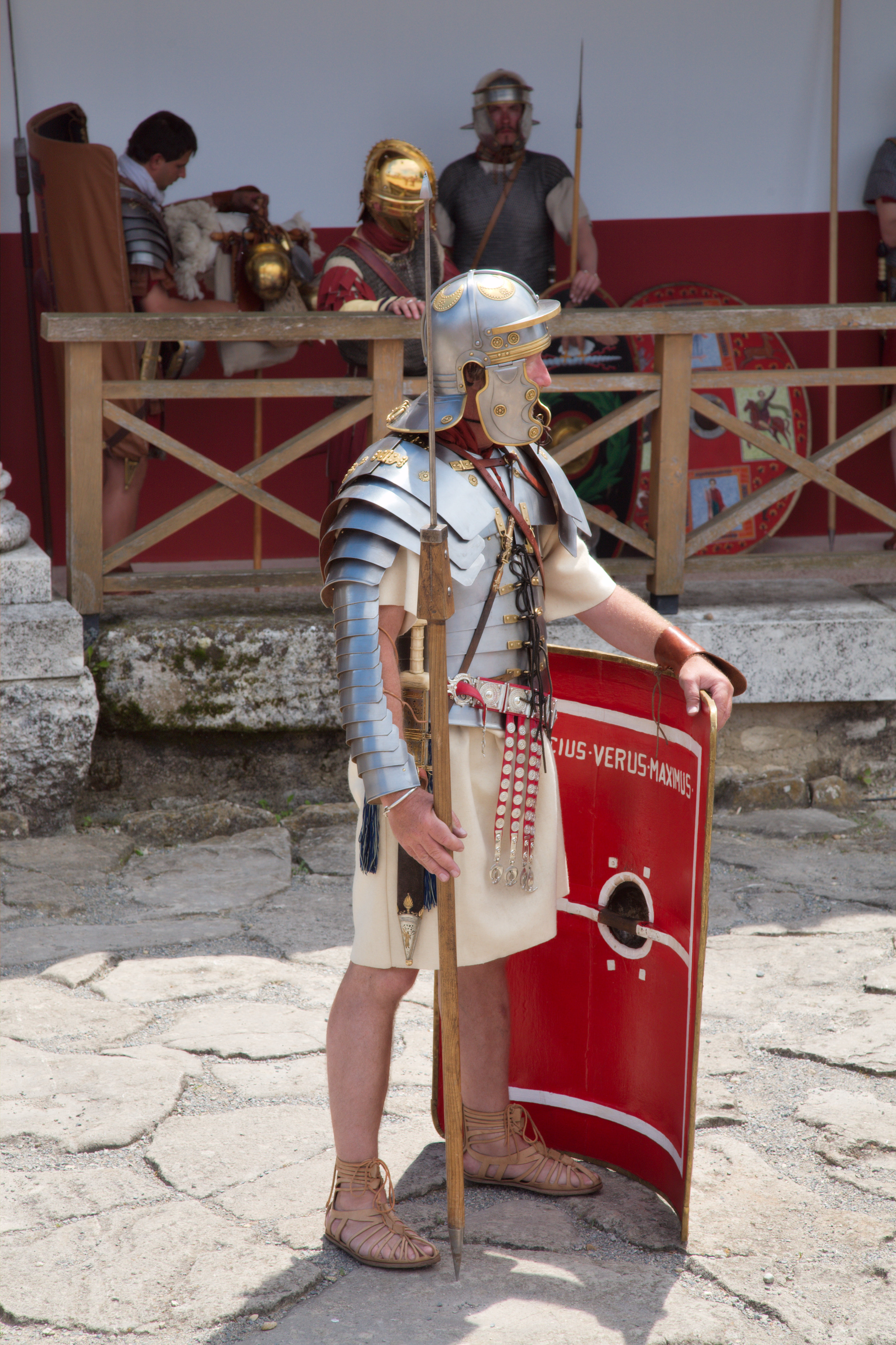
Nachstellung eine Legionärs mit Manica

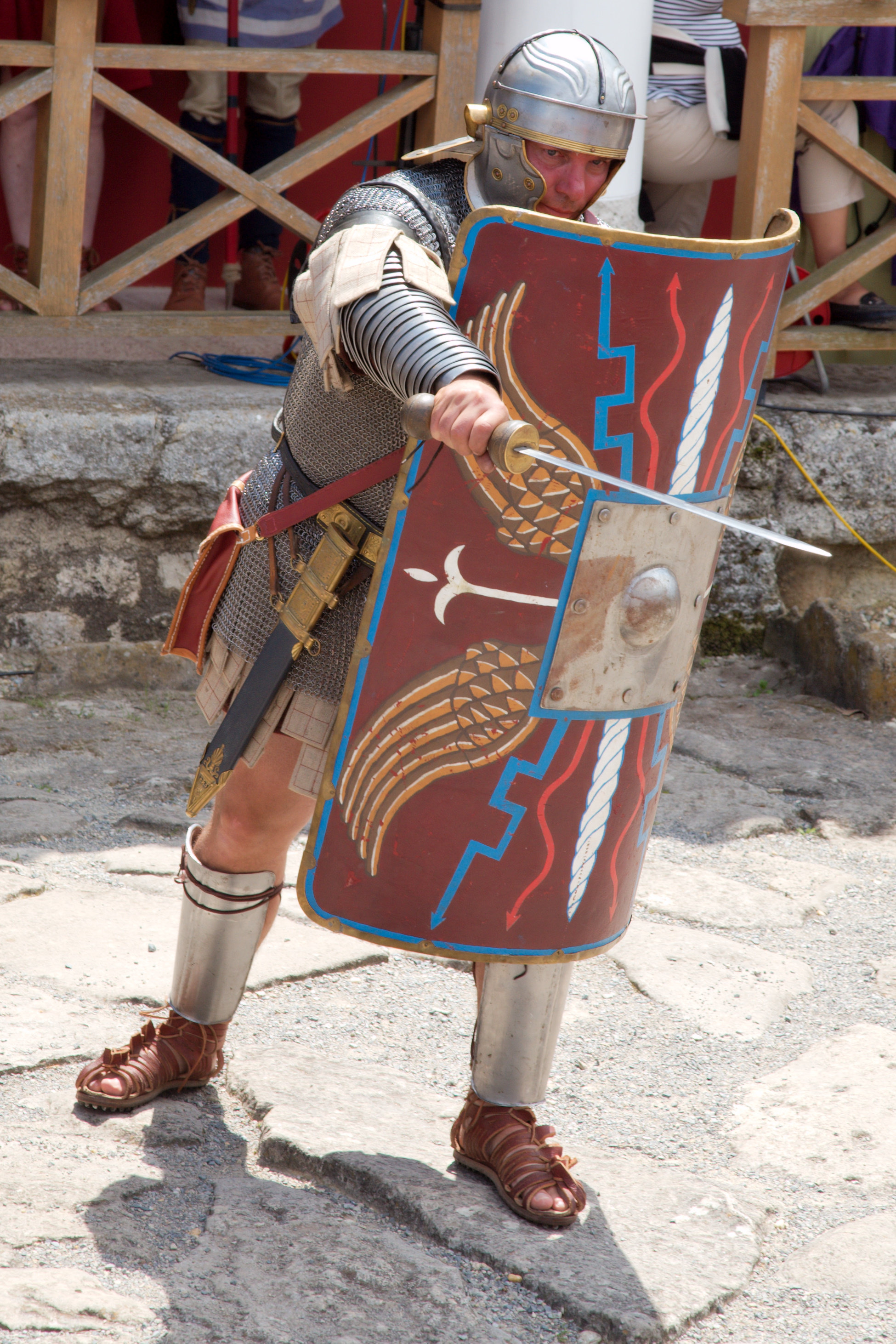
Nachstellung eine Legionärs mit Manica und Beinschienen

Manica (lateinisch für Ärmel ;Sg.) bezeichnet im Zusammenhang mit römischen Gladiatoren einen Armschutz von der Schulter bis einschließlich der Hand. Auf einigen Abbildungen sind auch römische Soldaten dargestellt, die manicae trugen. Zudem wurden an verschiedenen Kastellplätzen Überreste dieses Armschutzes geborgen. Die offensichtlich militärisch genutzten Stücke stammen aus dem Kastell Steincheshof, aus den Kastellen Eining und Newstead, aus Carnuntum, Carlisle, Richborough, Corbridge, Ulpia Traiana Sarmizegetusa und León. Der aus einer Mannschaftsbaracke vom Steincheshof stammende Fund datiert in die Zeit vom letzten Drittel des ersten bis in das erste Drittel des zweiten Jahrhunderts. Wieweit dieser Ausrüstungsgegenstand beim römischen Militär verbreitet war und in welchem Kontext er Verwendung fand, ist unklar.

## Entwicklung
Frühe manicae reichten nur bis zum Armgelenk und ähnelten darin dem griechisch-römischen Boxhandschuh (caestus). In nachaugusteischer Zeit reichten sie dann bis zur Achselhöhle. Ab dem 4. Jahrhundert traten auch vereinzelt manicae aus Metall (Schuppen-, Ketten-, möglicherweise geschobener Schienenpanzer) auf.

## Bestandsmaterialien
Es gab vermutlich zwei verschiedene Arten von manicae aus organischen Stoffen. Beide Arten wurden von dem Historiker und Experimentalarchäologen Marcus Junkelmann anhand von Abbildungen rekonstruiert. Die eine Art bestand aus mit Rosshaar gefülltem Leinen, das mit einer Vielzahl von Lederbändern um den Arm gebunden wurde. Sie wog ca. 1 kg. Die zweite Art bestand aus breiten Lederriemen, die auf einem Ärmel aus weichem Leder befestigt waren. Beide liefen am unteren Ende in einen Fäustling mit Daumen aus, bei dem die Handinnenfläche frei blieb.